# Hans Eliasson
Hans Lars Erik Eliasson, född 26 oktober 1946 i Göteborg, är en svensk företagsledare och entreprenör. Eliasson är sedan 2008 teknologie hedersdoktor vid Lunds tekniska högskola.

## Biografi
Hans Eliasson har en ingenjörsexamen, samt genomgick kurser i ekonomi och juridik på 1960-talet. 1984–1985 genomgick han Advanced Management Program vid Harvard Business School. 
Han var verksam på diverse företag inom byggbranschen 1967–1973 och därefter egen företagare och sedermera vd i börsnoterade bolag från 1981 till 1991.
Tidigare ordförande och ledamot i ett flertal företag inom branscher såsom bygg, fastighet, verkstad, färg och bank.
År 1992 grundade Hans Eliasson bygg- och fastighetskoncernen, som numera är AB Gullringsbo Egendomar.
Hans Eliasson är ledamot i Näringslivsrådet i Energi- och Miljöeffektiva Byggnader vid LTH Campus. Tidigare var han medlem av Rådgivande Kommittén vid Lunds universitet och ledamot i styrelsen för Teknikens Ekonomi (numera Industriell Ekonomi) vid Chalmers.

## Utmärkelser
- Årets fastighetsägare, Fastighetsvärlden 2001 [3]
- Teknologie doktor h.c. vid LTH 2008 [2]
- Kulturminnesföreningen Otterhällan kulturpris 2010 [4]